# Неистовство (фильм, 1987)
«Неистовство» (англ. Rampage) — американский художественный фильм режиссёра Уильяма Фридкина. Экранизация книги Уильяма Вуда.

## Сюжет
Алекс МакАртур играет серийного  убийцу по имени Чарли Рис, который совершает ряд извращённых убийств. Вскоре Рис попадает за решётку и большая часть фильма происходит в здании суда и прокуратуры. Адвокаты Риса настаивают на невменяемости подсудимого. Прокурор Энтони Фрейзер (Майкл Бин) ранее был против смертной казни, но добивается высшей меры наказания для подсудимого после встречи с семьёй одного из погибших.
В конце концов, Риса признают вменяемым и приговаривают к смертной казни, но внутренние дебаты Фрейзера о смертной казни приводят к повторной экспертизе, в результате которой Рис оказывается безумным по результатам сканировании мозга на предмет психического заболевания. В финале оригинальной версии фильма, Рис найден мертвым в своей камере. Он совершил суицид путём приёма накопленных запасов антипсихотических препаратов, которые ему давали в тюрьме. В финале фильма другой версии, Рис отправляется в государственную психиатрическую больницу. Запланировано условно-досрочное освобождение Риса сроком в шесть месяцев.

## В ролях
- Майкл Бин — Энтони Фрейзер
- Алекс МакАртур — Чарльз «Чарли» Рис
- Николас Кэмпбелл — Альберт Морз
- Дебора Ван Валкенбург — Кейт Фрейзер
- Джон Харкинс — доктор Кедди
- Арт Лафлёр — Мел Сандерсон
- Билли Грин Буш — судья МакКинси
- Ройс Д. Эпплгейт — Джин Типпеттс
- Грейс Забриски — Наоми Рис
- Карлос Паломино — Нестод
- Рой Лондон — доктор Пол Рудин
- Дональд Хоттон — доктор Леон Геблс
- Энди Романо — Спенсер Уэйли
- Патрик Кронин — Гарри Белленжер
- Уит Хертфорд — Эндрю Типпеттс
- Бренда Лилли — Эйлин Типпеттс
- Роджер Нолан — доктор Рой Блэр
- Розалин Маршалл — Салли Энн
- Джозеф Уипп — доктор Джордж Махон

## Создание фильма
Прототипом главного героя фильма, Чарльза Риса, был серийный убийца Ричард Чейз. Преступления, совершённые Рисом, несколько отличаются от реальных убийств, совершённых Чейзом: Рис убил трёх женщин, мужчину и мальчика, а Чейз убил двух мужчин, двух женщин (одна из которых была беременна), мальчика и 22-месячного ребёнка. Кроме того, Рис убивает двух охранников, а позже священника. Тем не менее, Риса и Чейза связывают наличие психических заболеваний и одержимость питья крови.

## Критика
В своем обзоре кинокритик Роджер Эберт дал фильму 3 звезды из 4, заявив: «Посыл ясен: те, кто совершает гнусные преступления, неважно в здравом уме или безумии, должны платить за них. Вы убиваете кого-то, вас поджарят, если только не было смягчающих обстоятельств».

## Саундтрек
Музыка к фильму была написана Эннио Морриконе и была выпущена саундтреком на компакт-диске Virgin Records.

## DVD
По состоянию на 2010 год, фильм был выпущен на DVD только в Польше, компанией SPI International.